# Episodi de Il commissario Lanz (prima stagione)
La serie televisiva Il commissario Lanz è trasmessa in prima visione in Svizzera dal 21 febbraio 2012 su SRF 1 e in Germania dal 24 febbraio 2012 su ZDF. 
In Italia, la serie va in onda su Rai 2 dal 6 luglio 2014.
Sono state finora prodotte undici stagioni.
| n° | Titolo originale | Titolo italiano        | Prima TV Svizzera | Prima TV Italia |
| -- | ---------------- | ---------------------- | ----------------- | --------------- |
| 1  | Enthüllung       | Falsa traccia          | 21 febbraio 2012  | 6 luglio 2014   |
| 2  | Verstrickung     | L'accordo              | 28 febbraio 2012  | 13 luglio 2014  |
| 3  | Entscheidung     | Una decisione sofferta | 6 marzo 2012      | 20 luglio 2014  |
| 4  | Lügen            | Bugie e tradimenti     | 13 marzo 2012     | 27 luglio 2014  |

## Falsa traccia
- Titolo originale: Enthüllung
- Diretto da:
- Scritto da:

## L'accordo
- Titolo originale: Verstrickung
- Diretto da:
- Scritto da:

## Una decisione sofferta
- Titolo originale: Entscheidung
- Diretto da:
- Scritto da:

## Bugie e tradimenti
- Titolo originale: Lügen
- Diretto da:
- Scritto da: